# الخروب (قرية)
الإثنين الخروب هي قرية مغربية شمال المملكة. تنتمي الخروب لعمالة تطوان الساحلي. تضم هذه القرية 3.018 نسمة (إحصاء 2004).